# 36B busz (Budapest)
A budapesti 36B jelzésű autóbusz a 36-os busz betétjárataként, a Gubacsi út / Határ út és a Szentlőrinci úti lakótelep között közlekedik kizárólag mindenszentek környékén. A viszonylatot az ArrivaBus üzemelteti.

## Története
1987-től 2007-ig a 19-es busz mellett a temetői időszakban 19A betétjárat is közlekedett a Gubacsi úttól a Jahn Ferenc Kórházig. 2008-ban (a 19-es megszűnése miatt) a temetői betétjárat jelzése 36A-ra módosult. 2011-ben jelzése 36B-re módosult.
2018-ban és 2019-ben csak mindenszentek napján közlekedett, a Pesterzsébet, Baross utca és a Szentlőrinci úti lakótelep között. 2020-ban útépítési munkálatok miatt terelve közlekedett, ezért nem érintette az Erzsébeti temetőt, helyette a pacsirtatelepi villamos-végállomásnál állt meg. 2021-ben ismét a Gubacsi úti végállomásig közlekedett. 2022-ben nem indult.

## Útvonala
| Szentlőrinci úti lakótelep felé | Gubacsi út / Határ út felé |
| --- | --- |
| Gubacsi út / Határ út vá. – Gubacsi út – Török Flóris utca – Topánka utca – Baross utca – Tinódi utca – Vágóhíd utca – Alsóhatár út – Külső Vörösmarty utca – Tartsay utca – Köves út – Újtelep út – Szent László utca – Buszforduló utca – Szentlőrinci úti lakótelep vá. | Szentlőrinci úti lakótelep vá. – Szent László utca – Újtelep út – Köves út – Tartsay utca – Külső Vörösmarty utca – Előd utca – Vágóhíd utca – Tinódi utca – Baross utca – Topánka utca – Török Flóris utca – Szabadkai út – Gubacsi út – Gubacsi út / Határ út vá. |

## Megállóhelyei
| 0  | Gubacsi út / Határ út végállomás      | 22 | 119, 166, 223E 2B, 3                         |
| 1  | Török Flóris utca                     | ∫  | 119, 166, 223E 2B, 52                        |
| 2  | János tér                             | 19 | 119, 166, 223E 2B, 52                        |
| 4  | Ady Endre utca (Topánka utca)         | 18 | 35, 66, 66B, 119, 148, 166, 223E, 224 2B, 52 |
| 5  | Pesterzsébet, városközpont            | 17 | 35, 66, 66B, 119, 148, 166, 223E, 224        |
| 7  | Pesterzsébet, Kossuth Lajos utca      | 15 | 36                                           |
| 8  | Nagysándor József utca                | 14 | 36, 151                                      |
| 9  | Tinódi utca                           | 12 | 36                                           |
| 10 | Torontál utca (↓) Klapka utca (↑)     | 11 | 36                                           |
| 11 | Akácfa utca                           | 11 | 36                                           |
| 12 | Bolyai János utca (↓) Lehel utca (↑)  | 9  | 36                                           |
| 13 | Előd utca (↓) Vágóhíd utca (↑)        | 8  | 36, 135                                      |
| 14 | Vörösmarty utca (↓) Előd utca (↑)     | 7  | 36, 135 2B, 52                               |
| 15 | Erzsébeti temető                      | 6  | 36, 135                                      |
| 16 | Szent László utca                     | 5  | 36, 135                                      |
| 18 | Jahn Ferenc Kórház                    | 4  | 35, 36, 123, 123A, 135, 224                  |
| 18 | Mesgye utca                           | 2  | 35, 36, 123, 123A, 135, 224                  |
| ∫  | Maros utca                            | 1  | 35, 123, 123A, 135, 224                      |
| 19 | Dinnyehegyi út                        | 1  | 35, 123, 123A, 135, 224                      |
| 20 | Szent László utca / Újtelep út        | 0  | 35, 123, 123A, 135, 224                      |
| 20 | Szentlőrinci úti lakótelep végállomás | 0  | 35, 123, 123A, 135 (ünnepnapokon), 224       |